# 观风海镇
观风海镇，是中华人民共和国贵州省毕节市威宁彝族回族苗族自治县下辖的一个乡镇级行政单位。

## 行政区划
观风海镇下辖以下地区：
野鸡河村、海丰村、七里半村、塘房村、白沙村、仓房村、箐口村、李子村、箐河村、沙子村、新民村、勺口村、七舍村和果化村。